# Нагорьевский район
Нагорьевский район — административная единица с центром в селе Нагорье, существовавшая на северо-западе территории современного Переславского района Ярославской области в 1929—1963 годах.

## В Ивановской промышленной области
Нагорьевский район был образован в ходе административно-территориальной реформы в СССР 14 января 1929 года на территории 8 бывших волостей упразднённого Переславского уезда Владимирской губернии (в 1903 году здесь были волости Вишняковская, Хребтовская, Федорцевская, Копнинская, Хмельниковская, Нагорьевская (Нагорская), Загорьевская; в них проживало 34 922 человека). Был отнесён к Александровскому округу Ивановской промышленной области, но 23 июля 1930 года округ был ликвидирован и район стал непосредственно входить в область.
На 1933 год включал 18 сельсоветов. На 1 октября 1932 года занимал территорию в 140,1 тыс. га, в том числе: усадьба 3,1 тыс. га (2,2 %), пашня 31,1 тыс. га (22,2 %), сенокос 28,8 тыс. га (20,6 %), выгон 14,6 тыс. га (10,4 %), кустарник 5,6 тыс. га (4,0 %), лес 48,5 тыс. га (34,6 %). Население составляло 41,3 тыс. человек в 201 населённом пункте. Городских поселений не имелось. Плотность населения — 29 человек на 1 км².
Болота (площадью более 200 га):
1. Рыково, площадь 2194/1032 га, запас торфа 19 705 тысяч м³.
2. Батьковское (верховое), часть массива площадью 1724/1653 га, запас торфа 53 226 тысяч м³, остальная часть массива площадью 1724/1653 га расположена в Московской области.
3. Машаровское (переходное), часть массива площадью 1255/1164 га, запас торфа 36 669 тысяч м³; остальная часть массива площадью 418/388 га, была расположена в Переславском районе.
4. Сомино (переходное), часть массива площадью 1185/860 га, запас торфа 16 337 тысяч м³; остальная часть массива площадью 1185/860 га расположена в Переславском районе.
5. Без названия (низинное), площадь -/813 га, запас торфа 12195 тысяч м³.
6. Абатурское (верховое), площадь -/448 га, запас торфа 11200 тысяч м³.
7. Губинское (низинное), площадь -/437 га, запас торфа 6555 тысяч м³.
8. Ольховское, часть массива площадью 382/360 га, запас торфа 11 448 тысяч м³; часть массива площадью 537/481 га расположена в Александровском районе; большая часть массива площадью 4115/3675 га расположена в Московской области.
9. Удельное (верховое), часть массива площадью 204/157 га, запас торфа 3427 тысяч м³; часть массива площадью 2246/1729 га расположена в Переславском районе; часть массива площадью 357/275 га расположена в Александровском районе.

На 1 июля 1932 года имелось 26 торфяных болот, общей площадью 24 462/22 744 га, запас торфа составлял 521 432 тысячи м³, на 1 га территории 3722 м³. Из них обследованных — 10 болот, площадью 8792/7073 га с запасом торфа 174 012 тысяч м³.
Во время своего образования Нагорьевский район находился на значительном расстоянии от крупных промышленных центров и был плохо связан с ними путями сообщения: ближайшие Нагорью железнодорожные станции: Калязин в 48 км и Берендеево в 62 км. Крупная промышленность в районе отсутствовала; кустарная промышленность также не имела особого развития. Из полезных ископаемых имелась лишь гончарная глина, используемая в кустарной промышленности промколхоза в селе Лихарево. Имелось большое количества луговых угодий (20,6 % территории) и торфяников (17,5 % территории), в то время не использовавшихся; лесом было покрыто 22,4 % района. Основным видом хозяйственной деятельности являлось сельское хозяйство.
Общая посевная площадь в 1932 году составила 22,6 тыс. га, в том числе в совхозах и коопхозах 0,1 (0,4 %), в колхозах 18 (79,6 %). Посев к площади пашни 72,7 %, 53 га на 100 человек населения. Посевы (в тысячах га): льна 6,1 (27,0 %), зерновых 12,4 (54,9 %), картофеля
1,7 (7,5 %), кормовых 2,2 (9,7 %), овощей 0,2 (0,9 %). Ведущей отраслью сельского хозяйства считалось льноводство. В 1930 году посевы льна увеличились более чем в 4 раза (с 1,5 до 6,1 тысячи га), удельный вес их во всей посевной площади района вырос с 7,7 % до 27 % — расширение происходило как за счёт расширения всей площади посева (за 1930—1932 годы она увеличилась с 19,2 до 22,6 тысяч га), так и за счёт сокращения площадей под другими культурами (в частности площадь под озимые сократились на 6 %, под картофель на 7,8 %, под сеяные травы и кормовые корнеплоды на 2,5 %). В 1932 году посевами льна было занято 1018 га пара, что составляло 16,7 % всех посевов льна, но отрицательно влияло на урожайность озимых культур.
Для развития льноводства сыграло важную роль создание в Нагорье летом 1931 года машинно-тракторной станции, обслуживавшей в 1932 году 80 колхозов с количеством пашни в 11 533 га, то есть 37 % всей пашни Нагорьевского района, и посевом льна в 2938 га, что составляло 49 % льняных посевов района. На 1 января МТС имела 24 трактора мощностью 265 л. с., что составляло весь тракторный парк района. За год МТС было спахано 1913 га, механизация работы достигла 37 %. Весной 1931 года в селе Святово появился однотурбинный льнозавод, переработавший за 1931—1932 год 443 т льняной тресты; в июне 1932 года был сдан в эксплуатацию Нагорьевский льнозавод, а в декабре 1933 — Путчинский. Недолгое время наблюдалось недоверие крестьян к машинам. Так, они неохотно пользовались рядковыми сеялками, предпочитая привычные лукошки. А в Лосникове, Горохове, Святове и Копнине колхозники отказывались обрабатывать поля машинами. В ряде хозяйств не использовали имевшиеся жнейки.
Сравнительно широко применялись агротехнические мероприятия. Ранние пары в 1932 году охватывали 14,6 % озимого клина, занятые пары 24,9 % (по области 8,3 % и 12,2 %). Была распространена зяблевая вспашка, охватившая 69,9 % площади яровых против 40,9 % по области. А вот применение рядового сева и сортовые посевы сильно отставали от большинства других районов области. Урожайность зерновых культур была несколько выше, чем в среднем по области, а урожайность льна и картофеля значительно ниже, однако некоторые колхозы добились высокой урожайности (Торчинский, Родионовский, Петуховский). Средняя урожайность за 1931 год (в центнерах с 1 га): озимая рожь 10, озимая пшеница 10, яровая пшеница 10, овёс 10,8, ячмень 9,3, гречиха 7,0, лён-волокно 2,9, лён-семя 3,3, картофель 96. Валовой сбор за 1931 год (в тысячах центнеров): зерновых 150, льна-волокна 16,7, льна-семени 19, картофеля 116.
Общее количество скота на весну 1932 года: лошадей 4864, в том числе рабочих 4463, крупного рогатого 14 397, в том числе коров 9150, овец 9411, свиней 358. Рабочих лошадей на 100 га пашни 14. Скота на 100 человек сельского населения: коров 21, овец 22, свиней 0,8. Естественные сенокосные угодья в 1933 году имели площадь в 28,8 тысяч га, составляя 20,6 % территории района. Вместе с посевами кормовых культур в поле обеспеченность кормовой площадью в районе (199 га на 100 голов скота в переводе на крупный) была значительно выше, чем в среднем по области (129 га). Пастбищные угодья составляли 94 га на 100 голов скота против 59 га по области. Однако показатели обеспеченности по всем видам продуктивного скота были ниже, чем в среднем по области, так же как и средний годовой удой коров (в 1931 году — 8,8 ц, продукция молока 134 тысячи ц). Делались шаги по улучшению породности скота: в 1933 году в район завезли 50 племенных быков ярославской породы и 18 племенных свиней.
В «деле социалистической реконструкции» район указывался как один из передовых в области. 12 первых колхозов были организованы в 1929 году. Организация колхозов сопровождалась «классовой борьбой». На 1 января 1933 года имелось уже 179 колхозов, в них состояло 6681 хозяйство (72,4 %). К весне 1932 года «бедняцко-середняцкие» хозяйства составляли 64,1 % в колхозах, обобществлённая площадь посевов достигала 79,6 % всей посевной площади района, посевы льна на 90 % принадлежали колхозным полям; к 1 июня 1933 года коллективизацией в районе было охвачено уже 78,6 % крестьянских хозяйств, у которых в этом году было сосредоточено 87,5 % всех посевов района. На весну 1932 года в колхозах и товарных фермах было сосредоточено 25,6 % всего крупного рогатого скота района (по области 19 %). Скот в колхозах: лошадей 3604 (74,1 %), крупного рогатого 3689 (25,6 %), в том числе коров 1630 (17,8 %, по области 12,2 %), из них в молочно-товарных фермах 996 (10,9 %, по области 7,2 %), овец 531 (5,6 %), свиней 341 (95,3 %), из них в свино-товарных фермах 320 (89,4 %). В течение второй половины 1932 года продолжался рост товарных ферм. Колхозные товарные фермы на 1 января 1933: молочных 65, в них голов 2968, в том числе коров 1242; свиноводческих 3, в них голов 198, в том числе маток 115. К 1934 году в районе было создано уже 180
колхозов, объединявших 7591 крестьянское хозяйство. В колхозах было организовано 110 ферм.
Гослесфонд: на 1 января 1932 года лесная площадь составляла 19,3 тысячи га, покрытая лесом 15,4 тысяч га, в том числе хвойным 8,8 (57,1 %) и лиственным 6,6 (42,9 %); запас древесины 1752 тысяч м³, в том числе деловой 558,4 (31,9 %) и дровяной 1193,6 (68,1 %); заготовка древесины за 1931 год: деловой 20,2 тысяч плот. м³ и дровяной 32,3 тысяч скл. м³; вывозка: деловой 4,2 тысяч плот. м³ и дровяной 12,6 тысяч скл. м³. Леса местного значения: на 1 января 1932 года лесная площадь составляла 23,8 тысяч га, покрытая лесом 15,9 тысяч га, в том числе хвойным 8 (50,3 %) и лиственным 7,9 (49,7 %); запас древесины 1173,3 тысяч м³, в том числе деловой 704 (60,0 %) и дровяной 469,3 (40 %).
В 1933 году из промышленных предприятий, помимо льнозавода, в районе было 6 маслодельных заводов с общей пропускной способностью 93 ц молока в сутки; за 1932 год они выработали 279 ц масла. На 1 января 1933 года имелось 4 артели кустарно-промысловой кооперации с числом членов в них 457 (1,1 % ко всему населению), в том числе: драночный промколхоз «Большевик» в селе Ведомша — 137 членов, половичный промколхоз «Красный половичник» в деревне Григорово — 203 члена, гончарный промколхоз «Красный Октябрь» в селе Лихарево — 92 члена. В производстве были заняты в 1932 году 130 человек, из них 43 в общих мастерских. На первое полугодие 1932 года имелось 27 заведений промышленности низового подчинения с 78 рабочими; из них 24 колхозных с 67 рабочими. В годы первых пятилеток в Нагорье появился пищекомбинат.
Железных дорог в районе не было. Сплавные реки: Кубря, Сабля, Нерль Волжская. Важнейшие безрельсовые дороги: Переславль — Нагорье (в пределах района 20 км), Нагорье — Заозёрье (20 км) и Нагорье — Микляево (16 км). Почтовых учреждений 1 января 1933 года было 18, из них с телефоном 3. Телефонная связь: село Нагорье, мощность 74 точки; низовая сеть 10. Телефонизированных сельсоветов было 11. Приёмная радиостанция в Нагорье.
Потребительская кооперация в 1932 году: лесрабкоп с сетью из 8 лавок, 11 колхозпо с сетью из 30 лавок, 1 лавка кооперации других систем; 6 лавок госорганов; всего 45 лавок. На 1 июня 1933 года имелось 3 столовые в системе потребкооперации.
Местный бюджет за 1932 год (в тысячах рублей). Доходы: районный бюджет 594,6, сельские 394,5; итого 989,1. Расходы: районный 764,4, сельские 390,5; итого 1154,9, в том числе на хозяйственно-производственные нужды 269,6 и социально-культурные 633,4. Расход на одного жителя 28 рублей.
На 1 июля 1932 года в районе была 51 школа I ступени (на селе) и 3 школы крестьянской молодёжи (ШКМ) (на селе). Число учащихся составляло 4346 I концентр (на селе), 636 II концентр ШКМ (на селе). Учреждений по подготовке кадров не имелось. В 1934 году только 4 учителя имели высшее образование. Начался переход на всеобщее семилетнее образование; строились новые школы (в том числе в Михеево, Филипково, Дмитриевском). Широкое развитие приобретала сеть дошкольных детских учреждений.
Стационарная лечебная сеть: на 1 января 1933 года в Нагорье имелась больница на 30 коек, в Загорье на 6, в Заозёрье на 30, в Дмитриевском на 12. Всего по району 78 (19 коек на 10000 жителей), в том числе заразных 20, родильных 10. В начале 1930-х годов в селениях Ведомша, Ермово, Пылайха, Григорово, Свечино, Лихарево и в Нагорье были построены бани.
В Нагорье был клуб и стационарное кино на 300 мест.

## В Ярославской области

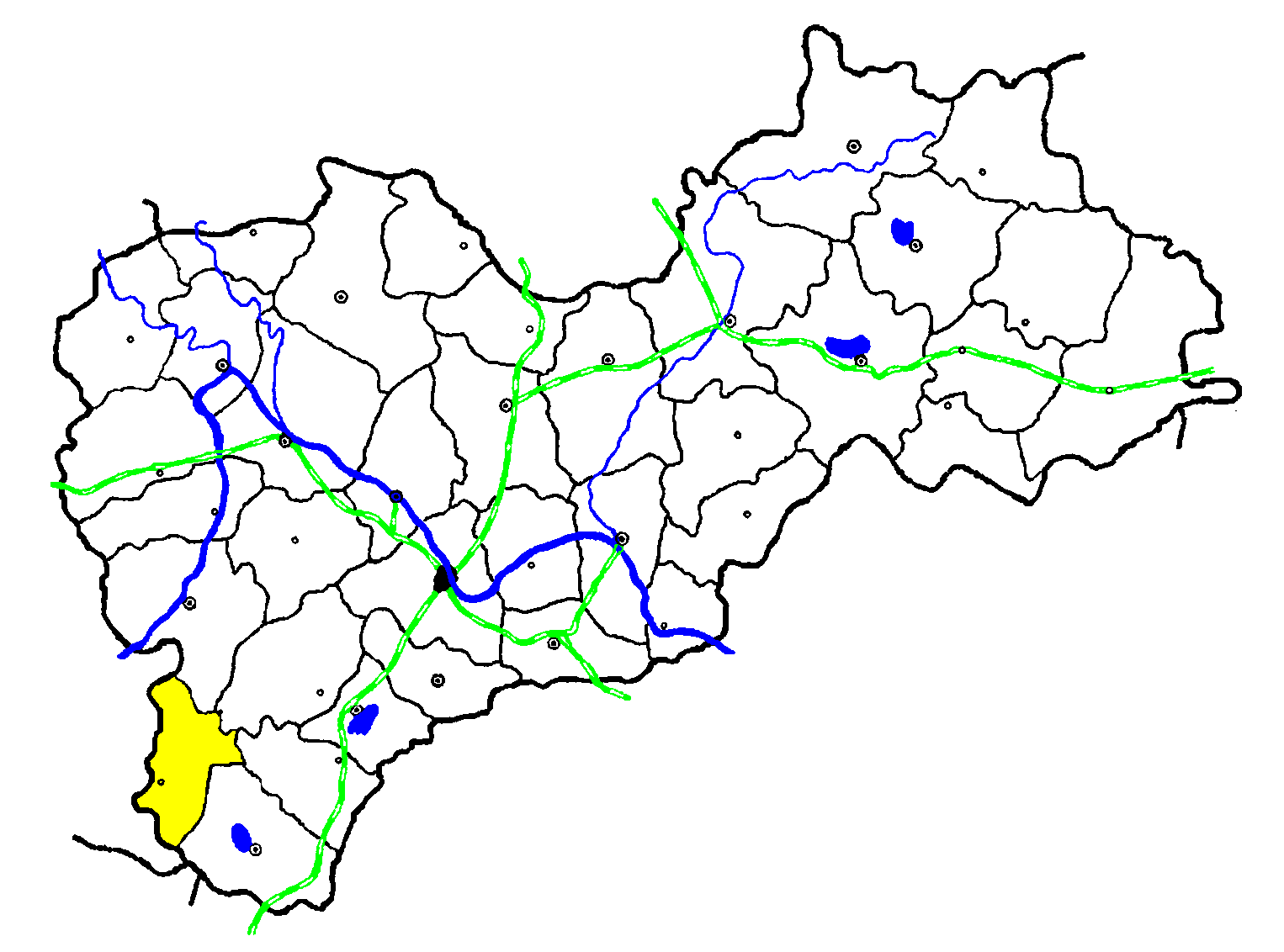
Нагорьевский район на схеме Ярославской области в 1940 году

11 марта 1936 года Ивановская промышленная область была разделена, Нагорьевский район стал частью Ярославской области.
В 1938 году в районе открыт один зубоврачебный кабинет в Заозёрье, три фельдшерско-акушерских пункта (Ведомшевский, Раменский и Рахмановский сельсоветы), два акушерских пункта (Андрианово и Каравайцево) и два колхозных родильных дома (Ведомшевский и Копнинский сельсоветы).
В годы Великой Отечественной войны сотни беженцев из Смоленской и Калининской областей останавливались в Нагорье. В лесах готовились места для стоянок партизанских отрядов, был создан истребительный батальон для борьбы с десантом противника и подготовки военных кадров. Трудящиеся района собрали деньги на танковую колонну «Иван Сусанин», на эскадрилью «Ярославский комсомолец», для детских домов.
В конце 1944 года 120 колхозов района были объединены в 22.
В 1953 году производственная мощность льнозавода увеличена вдвое. В первом полугодии 1957 года мощность завода позволила электрифицировать часть полеводческих бригад соседнего колхоза имени Чапаева. С середины 1950-х годов на пищекомбинате заработало колбасное производство и цех безалкогольных напитков. Комбинат поставлял до 100 тонн крахмала для промышленности ежегодно. Летом 1955 года в районе началось строительство большого торфопредприятия.
Согласно докладу 1-го секретаря Нагорьевского районного комитета КПСС В. Ф. Торопова, в 1955 году, несмотря на увелившиеся по сравнению с прошлым годом валовой сбор зерна, льносемян, производство молока (от каждой фуражной коровы на 344 кг больше прошлогоднего), мяса, рост денежного дохода в 3-4 раза, район не выполнил большинство планов. В этом обвинялось руководство МТС и колхозов, райком партии и райисполком. Среди лучших колхозов в повышении урожая льносемян и волокна были названы колхозы имени
Пушкина, имени Чапаева, имени Мичурина; в повышении урожая зерновых — колхозы имени Ворошилова, имени Будённого; лучшие по молоку — имени Ворошилова, «Заря коммуны», имени Максима Горького; сельхозартель имени Чапаева увеличила денежный доход в 11 раз. Среди худших были названы колхозы «Красная заря», имени Сталина, имени Молотова, имени Калинина, имени Орджоникидзе, «Путь Ленина», имени Ленина, «Красный землепашец». Также отмесалось, что недостаточно хорошо работает районная газета «Победа».
В 1956 году в районе было построено 50 новых домов, 33 из них принадлежали колхозникам. В 1957 году в районе было 22 колхоза. В 39 школах обучалось около трёх тысяч детей. Имелось 4 больницы и 10
фельдшерско-акушерских пунктов; в них работали 10 врачей и более сорока средних медицинских специалистов.
В Нагорье был дом культуры с кружком самодеятельности. Районную библиотеку в 1957 году посещало 840 читателей. На территории района работало 6 сельских и один колхозный клуб. По району ездило 5 кинопередвижек, а в 5 клубах имелись стационарные киноустановки. За 1956 год жителям района было показано 3853 киносеанса, которые посетила 201 тысяча зрителей.
За 1955—1956 годы магазинами райпотребсоюза было продано 30 мотоциклов и сотни велосипедов — велосипед был у каждого десятого жителя района. Из Загорской автоколонны в Нагорье регулярно проходили грузотакси, что позволяло в течение 6—7 часов добраться до Москвы. В 1959 году было открыто авиасообщение с Ярославлем.
6 марта 1959 года к Нагорьевскому району была присоединена часть территории упразднённого Ильинского района.
В 1963 году в ходе новой административно-территориальной реформы Нагорьевский район был упразднён, а его территория стала частью Переславского сельского района.